# Darienne Lake
Greg Meyer (27 de noviembre de 1971), más conocido por el nombre artístico de Darienne Lake, es una drag queen y personalidad televisiva estadounidense. Lake comenzó a actuar como drag en 1990 en Rochester, Nueva York, antes de saltar a la fama por competir en la sexta temporada de RuPaul's Drag Race, quedando en cuarta posición.

## Primeros años
Lake nació en Long Island, Nueva York, y se mudó a Rochester a los once años. A los dieciocho años, su madre la echó de su casa debido a su orientación sexual; su madre se ha disculpado desde entonces.

## Carrera

### Inicios
La carrera drag de Lake comenzó en Rochester, Nueva York, después de su primer año de universidad en 1990. Se inspiró en la actuación de una drag queen como el Dr. Frank-N-Furter en una producción local de The Rocky Horror Picture Show. Cuando sus amigos la disfrazaron de mujer, dijeron que se parecía a Ricki Lake en Hairspray; el nombre artístico Darienne Lake es un homenaje a ella y al parque de atracciones Six Flags Darien Lake. Lake apareció más tarde en un episodio de 1997 de The Ricki Lake Show sobre drag queens de talla grande. La madre drag de Lake, Naomi Kane, fue también la madre drag de Mrs. Kasha Davis.
Desde la década de 1990, Lake estuvo activa en la comunidad drag de Nueva York y actuó en los Estados Unidos e internacionalmente. Lake ostentó el título de Miss Gay Rochester entre 1998 y 1999.
En 2003, apareció en un documental de VH1 sobre drag titulado Boys Will Be Girls, junto a su hija drag Pandora Boxx, quien se convirtió en concursante de la segunda temporada de RuPaul's Drag Race, así como de la primera temporada de RuPaul's Drag Race: All Stars.

### Drag Race

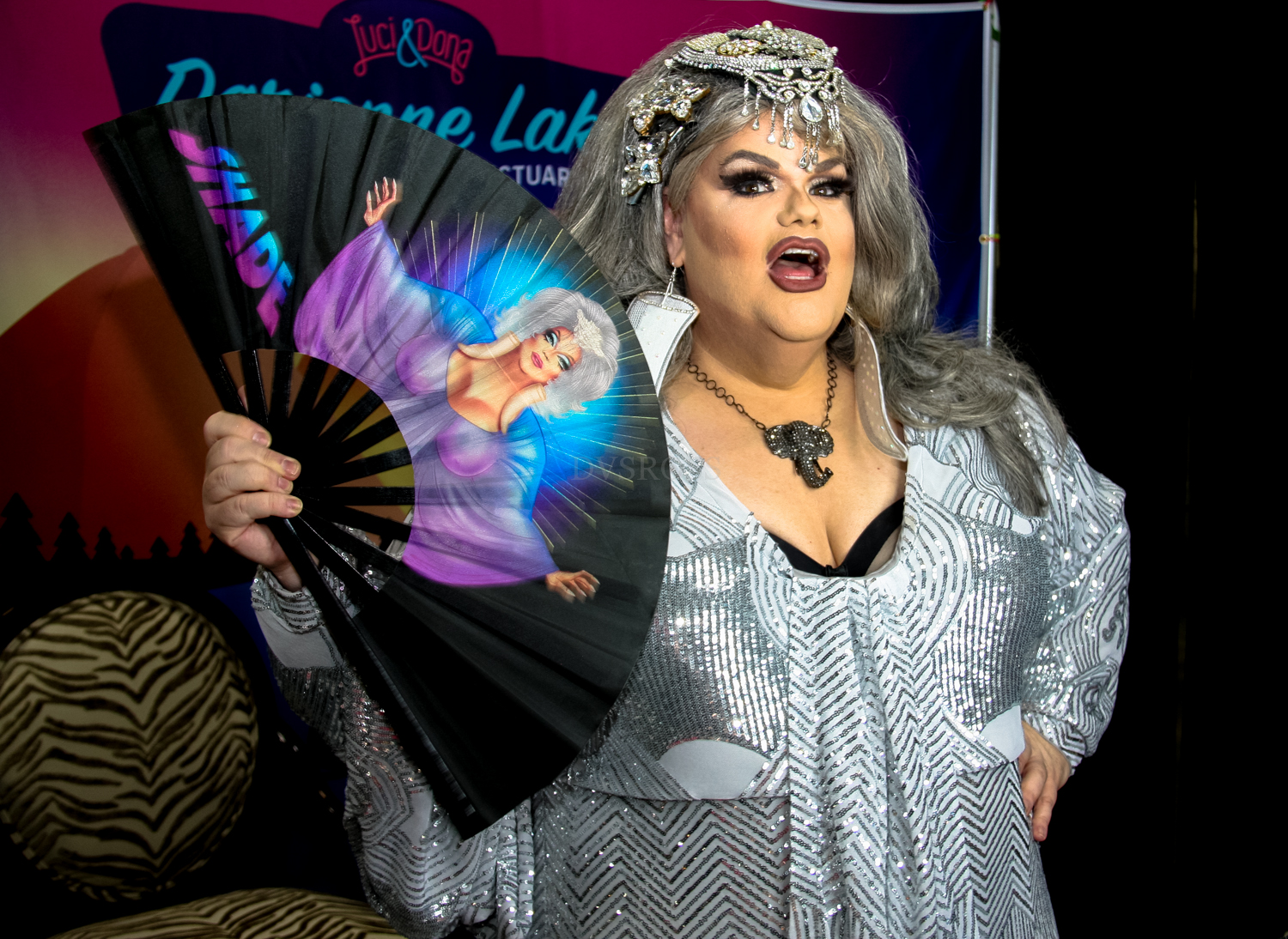
Darienne Lake en la RuPaul's DragCon LA en 2019

Lake saltó a la fama internacional después de ganar la votación de los fanáticos para aparecer en la sexta temporada temporada de RuPaul's Drag Race. Durante el programa, Lake ganó un desafío principal en el tercer episodio y finalmente terminó la competencia en el cuarto lugar detrás de Adore Delano, Courtney Act y la eventual ganadora Bianca Del Rio.
En 2018, Lake apareció en la película Hurricane Bianca: Desde Rusia con odio.
Lake ha sido elogiada por sus habilidades de sincronización de labios, habiendo sobrevivido a tres lip syncs de eliminación en Drag Race. IndieWire escribió que Lake "sincroniza los labios como si se pagara el alquiler". Vulture clasificó a Lake como una de las 100 drag queens más poderosas de Estados Unidos en 2019.
En 2023 compitió en la octava temporada de RuPaul's Drag Race: All Stars.

## Vida personal
En 2020, Lake se sometió a una cirugía por melanoma.

## Filmografía

### Cine
| Año  | Título                                                             | Papel        | Notas                                    |
| ---- | ------------------------------------------------------------------ | ------------ | ---------------------------------------- |
| 2003 | Boys Will Be Girls                                                 | Ella misma   |                                          |
| 2008 | Mrs. Kasha Davis: The Life of an International Housewife Celebrity | Gladys Butts | Cortometraje; acreditado como Greg Mayer |
| 2015 | This is Drag                                                       | Ella misma   |                                          |
| 2018 | Hurricane Bianca: Desde Rusia con odio                             | Gorky Park   |                                          |

### Televisión
| Año  | Título                                 | Papel      | Notas                                                            |
| ---- | -------------------------------------- | ---------- | ---------------------------------------------------------------- |
| 1996 | Ricki Lake                             | Ella misma | Episodio: "Get a Grip Doll... You're Too Fat to Be a Drag Queen" |
| 2014 | RuPaul's Drag Race                     | Ella misma | Concursante, cuarto puesto                                       |
| 2018 | Hey Qween!                             | Ella misma |                                                                  |
| 2023 | RuPaul's Drag Race: All Stars          | Ella misma | Concursante                                                      |
| 2023 | RuPaul's Drag Race All Stars: Untucked | Ella misma | Concursante                                                      |

### Series web
| Año  | Título          | Papel      | Notas                                        |
| ---- | --------------- | ---------- | -------------------------------------------- |
| 2023 | Meet the Queens | Ella misma | Especial para RuPaul’s Drag Race All Stars 8 |